# 금두꺼비

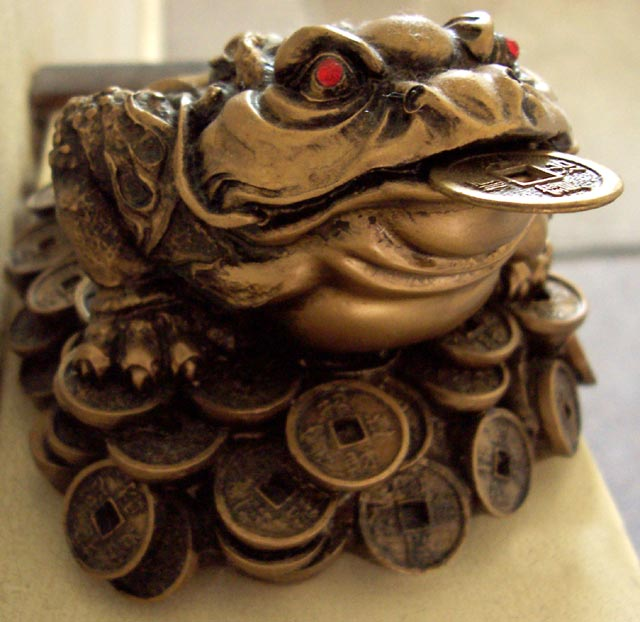

금두꺼비(金蟾, 금섬)는 황금으로 만든 두꺼비 모양 장식으로, 풍수에서 재산을 지키고 액운을 막는 부적처럼 사용된다.
중국의 금두꺼비는 붉은 눈과 나팔 모양 콧구멍을 가지고, 뒷다리가 하나 뿐이라 다리가 총 세 개다. 등에는 마름모꼴 반점이 일곱 개 있다. 돈의 흐름을 상징하는 우상이기 때문에, 대문(집의 바깥)을 금두꺼비가 바라보는 방향으로 배치해서는 안 되며, 화장실·침실·부엌·식당에 두어서도 안 된다.
한국에서는 『지봉유설』에 바위 속에 실제로 사는 괴물로서 금두꺼비가 기록되었다. 여기에 기록된 금두꺼비는 그 크기가 거북만하며, 사람에게 행운을 주지만 금두꺼비로 행운을 얻은 사람은 금두꺼비와 멀어지면 죽는다. 평안남도 안주 양덕에서 발견되었다고 전한다.:81